# Spyros Kyprianou Athletic Centre
O Centro Atlético Spyros Kyprianou (em grego: Αθλητικό Κέντρο "Σπύρος Κυπριανού") também conhecido como Palácio dos Desportos é a maior e mais importante multi arena indoor dinâmica atlético do Chipre. O nome Spyros Kyprianou é de um presidente do Chipre Spyros Kyprianou.
O centro já sediou grandes eventos esportivos como a FIBA Europa All-star game em 2006 e 2007. Ele também foi sede do Rali do Chipre em 2005 e 2006. A arena em si hospedado na mídia e organizadores do rali, enquanto o estacionamento foi a área para as equipes concorrentes WRC.
A arena sediou o Festival Eurovisão da Canção Júnior 2008. A arena pode acolher mais de 6.255 espectadores e pelo menos 42 cadeiras de rodas. Além disso, o centro é usado especialmente para os eventos esportivos das escolas locais de Limassol.